# Colli di Faenza Trebbiano
Il Colli di Faenza Trebbiano è un vino DOC la cui produzione è consentita nelle province di Forlì e Ravenna.

## Caratteristiche organolettiche
- colore: giallo paglierino più o meno intenso
- odore: vinoso, caratteristico, gradevole
- sapore: asciutto, fresco, armonico

## Produzione
Provincia, stagione, volume in ettolitri
- nessun dato disponibile